# Harlem Globetrotters

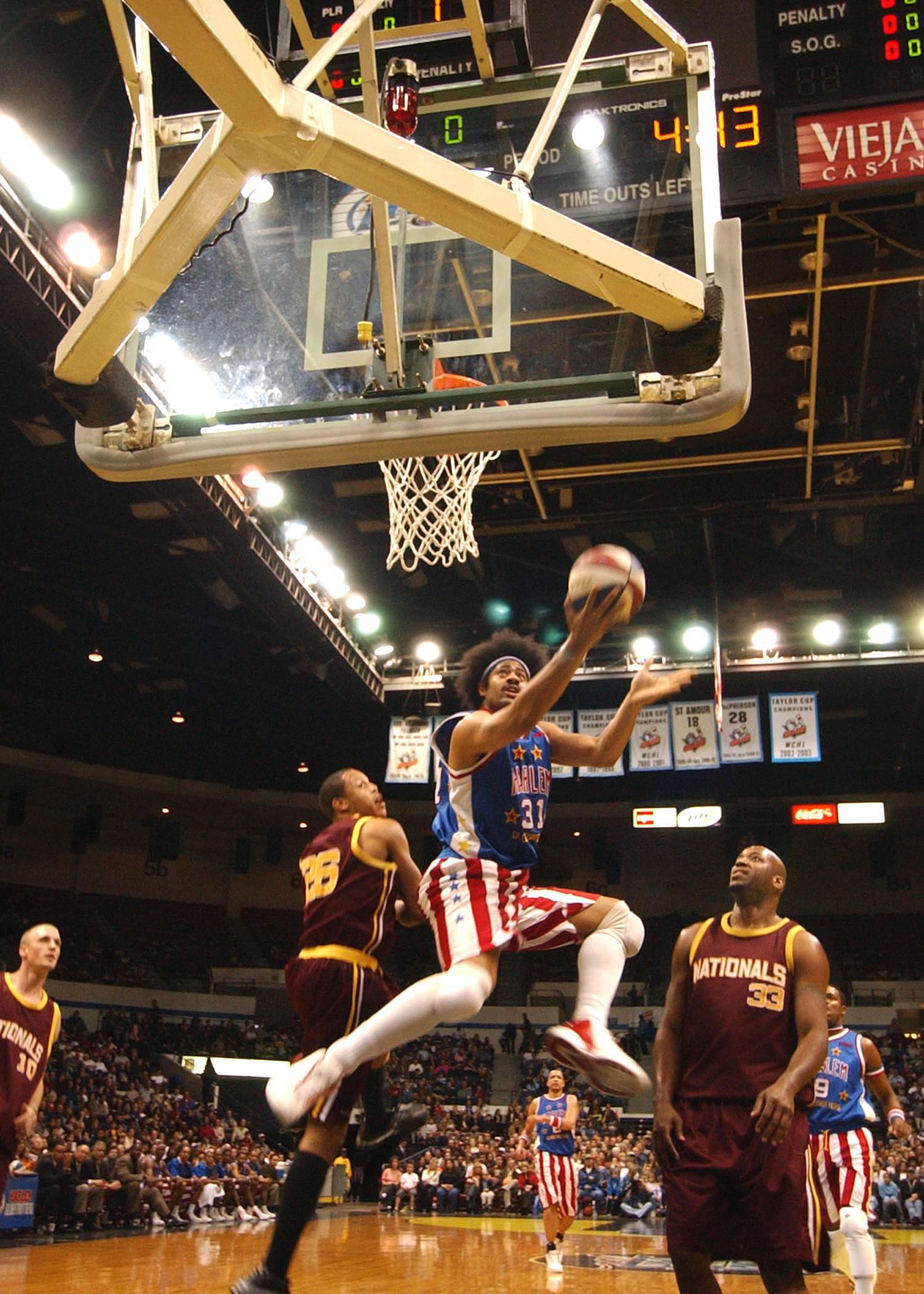

A Harlem Globetrotters egy amerikai kosárlabda-show együttes, melynek fellépései ötvözik a cirkusz, a színház, a komédia eszközeit a sporttal. Fennállásuk óta a világ 118 országában mintegy húszezerszer tartottak bemutatókat.

## Történet
Névtörténet
- Savoy Big Five 1926
- Saperstein's New York Globetrotters
- Chicago GlobeTrotters 1926 – 1927
- New York Harlem Globetrotters 1928 – 1929
- Harlem Globetrotters 1929 –

Történet
Állítólag egyszer – túl az ezredik mérkőzésükön (1934-ben) – egy jótékony célú meccsen egy gyönge csapat ellen már 112:5-re vezettek, és ekkor elkezdtek a pályán bohóckodni. Nagy közönségsikerük volt, a dolog bejött. Attól fogva, minden meccsen, ha nyerésre álltak, nekifogtak a mókának.
A Harlem Globetrotters az 1950-es években végleg a szórakoztatóiparra váltott a hagyományos sportról. Megkezdődtek a külföldi fellépések. Az amerikai turnék után felléptek Portugáliában, Svájcban, Angliában, Belgiumban, Franciaországban, Olaszországban, Marokkóban,  Algériában, majd Dél-amerikában is. Mára alig van ország, ahol nem.
Az együttesről számos filmet, dokumentumfilmet készítettek.

## További információk

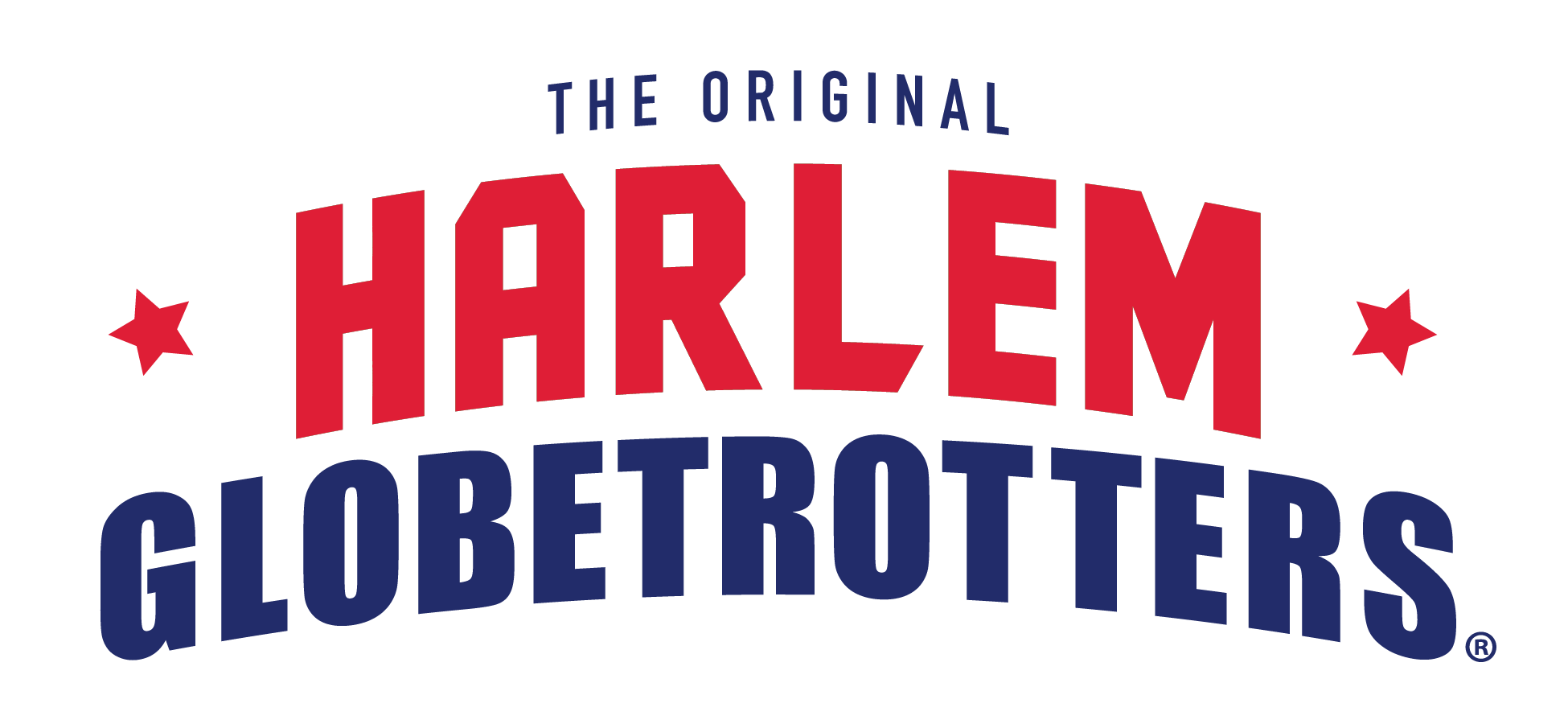

## Tiszteletbeli csapattagok
- Henry Kissinger (1976)
- Bob Hope (1977)
- Kareem Abdul-Jabbar (1989)
- Whoopi Goldberg (1990)
- Nelson Mandela (1996)
- Jackie Joyner-Kersee (1999)
- II. János Pál pápa (2000)
- Jesse Jackson (2001)